# Антимусульманские погромы в Шри-Ланке (2014)
Антимусульманские погромы в Шри-Ланке — произошли в июне 2014 года в юго-западной части Шри-Ланки во время серии беспорядков на религиозно-этнической почве. Проживающие в городах Алутхгама, Берувала и Дхарга мусульмане и принадлежащая им собственность подверглись нападению со стороны буддистов-сингальцев. По меньшей мере 4 человека были убиты и 80 ранены. Совершались нападения на дома мусульман, их магазины, предприятия, мечети, в результате этого сотни людей лишились своих домов. Около 10 тысяч человек (8 тысяч мусульман и 2 тысячи сингальцев) стали беженцами. Погромам предшествовали демонстрации, организованные радикальной буддистской организацией Боду Бала Сена (ББС). Многие считают, что погромы были спровоцированы ББС, но она отрицает свою ответственность. По приказу правительства в официальных СМИ Шри-Ланки данные события не освещались.

## Предыстория
С 2012 года составляющие религиозное меньшинство мусульмане Шри-Ланки многократно подвергались нападениям со стороны буддистского большинства. Боду Бала Сена организовывала кампании против мусульман.
12 июня 2014 года в городе Дхарга буддистский монах Аягама Самитха и его водитель предположительно были атакованы мусульманами. После этого толпа из храма Самитха вместе со жрецом атаковала полицейский участок Алутхгама, потребовав немедленно предпринять меры. Трое мусульман были арестованы и заключены под стражу до 25 июня 2014 года. Тем же вечером тяжёлая ситуация сложилась в Алутхгаме, где группа сингальцев-буддистов провела серию акций протеста в связи с предполагаемым инцидентом. Протесты переросли в погром, толпа стала кидать камни в полицейских и нападать на принадлежащие мусульманам магазины. На место происшествия выехали министры Кумара Велгама и Рохитха Абейгунавардена, но машина, в которой ехал Велгама, была забросана камнями. Полиция была вынуждена применить против протестующих слезоточивый газ. Три человека были арестованы за
15 июня 2014 года ББС организовала протесты в городах Алутхгама, Берувала и Дхарга. Лидер ББС Галадога Атхтхе Гнанасаара обращаясь к толпе сказал: «В этой стране у нас есть сингальская полиция, у нас есть сингальская армия. Если после сегодняшнего дня хотя бы один мараккалая [пренебрежительное название мусульман] или другой пария [изгой, чужак] хоть пальцем коснётся сингальца … это станет их концом».

## Беспорядки
После протестов члены ББС направились в город Дхарга, скандируя антимусульманские лозунги. Местные жители начали кидать в конвой ББС камнями, это привело к столкновениям. По словам очевидцев, были закиданы камнями мечеть и принадлежащие мусульманам дома. На мусульман нападали и избивали, их дома и магазины грабили и сжигали. Многие мусульмане были вынуждены бросить свои дома и искать убежище в мечетях и общественных центрах. В городе Берувала также произошли беспорядки.
Для взятия ситуации под контроль был задействован спецназ. Полиция ввела в Алутхгаме на неопределённый срок комендантский час, начавшийся 15 июня 2014 года в 06:45. В 08:00 такой же комендантский час был введён в Берувале. Несмотря на это, очевидцы видели в городе вооружённых членов и сторонников ББС. Местные мусульмане считают, что де-факто комендантский час действовал только на мусульман, но не на погромщиков. По словам местных жителей, полиция им никак не помогала. Некоторые также утверждали, что полиция помогала ББС.
Утром 16 июня 2014 года трое мужчин, которые пытались защитить мечеть в городе Дхарга были застрелены людьми, передвигавшимися на автомобиле. Застрелены были рабочий рабочий Мохаммед Шираз (30), владелец магазина Мохаммед Сахуран (40) и кафельщик Мохаммед Имран (41).
Более 80 человек были ранены. По состоянию на 16 июня 2014 года за участие в погромах не был арестован ни один человек. Вследствие того, что полиции не удалось установить порядок, в города Алутхгама, Берувала, Дхарга, Маггона и Велипена были введены около 50 военных. 16 июня 2014 года в городах были закрыты школы.
Ночью 16 июня 2014 года беспорядки распространились на город Велипенна, там вооружённая огнестрельным оружием, коктейлями Молотова и ножами толпа из 50-60 человек разрушила 26 магазинов и 9 домов. В результате нападения толпы на принадлежащую мусульманину ферму, расположенную в находящемся возле Велипенны селении Хенагама безоружный охранник-тамилец Каруппан Сивалингам был зарублен, а сингалец, работавший на ферме, тяжело ранен. 17 июня 2014 года в 08:00 был введён временный комендантский час, в 12:00 он был введён повторно. По состоянию на 17 июня 2014 года для установления порядка были задействованы около 100 тысяч полицейских и спецназовцев. По данным полиции, по состоянию на 17 июня 2014 года был арестован 41 человек. Количество арестованных позднее возросло до 49. По состоянию на 21 июня были арестованы 58 человек, 22 из которых вскоре были выпущены под залог.
Журналисты, освещавшие данные события, также подвергались нападениям. Журналист Sunday Leader Биной Суриарачи несколько часов находился в заложниках, а его водитель подвергся нападению. Ночью 15 июня 2014 года в Алутхгаме журналист Sunday Times Саратх Сиривардана подвергся нападению толпы. 17 июня 2014 года команды Аль-Джазиры, двигавшаяся из Матхугама в Алутхгаму, была атакована толпой, в результате нападения был повреждён бампер машины.
17 июня 2014 года полиция добилась судебного запрета очередного митинга ББС, который должен был пройти в Маванелле.
Комендантский час в Алутхгаме и Берувале был отменён 17 июня 2014 года в 08:00.

## Последствия
18 июня 2014 года президент Махинда Раджапакса и министр Мервин Сильва посетили город Берувала, там они встретились с пострадавшими, и заявили, что будет проведено полное расследование. По словам президента Шри-Ланки заявил, что правительство отстроит разрушенные в ходе беспорядков дома и окажет поддержку бизнесменам, понёсшим финансовые потери. Также 21 июня 2014 года он заявил, что для расследования беспорядков будет собра. 21 июня 2014 года, находясь в Бадулле, Раджапакса обвинил «международные силы» в том, что они предпринимают, «усилия для дестабилизации страны» и призвал бороться с организациями, разжигающими ненависть. Бывший президент Чандрика Кумаратунга, а также ряд других представителей власти также осудили погромы.
19 июня 2014 года в районе Бандарагама был похищен известный своей критикой ББС умеренный буддистский монах Ватарека Виджитха. Похитители сделали ему насильственное обрезание. Полиция заявила, что ранения он нанёс себе сам. Позднее Виджитхе были предъявлены обвинения в даче ложных показаний. В апреле 2014 года угрозы в отношении монаха высказывал один из лидеров ББС Галагода Атхтхе Гнанасаара. Вследствие последовавших после этого заявления нескольких неудачных покушений на жизнь Виджитхи, последний был вынужден скрыться.
19 июня 2014 года принадлежащие мусульманам предприятия в Коломбо, Восточной и Западной провинциях остановили работу в знак протеста против погромов.
Вопреки опасениям, джума-намаз, прошедший 20 июня 2014 года, не спровоцировал повторные вспышки насилия.

## Реакция
Находившийся в Боливии на встрече группы G7 президент Раджапакса сделал заявление, в котором обещал провести расследование. Правительство вынудило СМИ не сообщать о погромах, поскольку это могло вызвать «разногласия» среди находящихся в стране религиозных групп. В результате этого официальные СМИ полностью проигнорировали данные события.
Представители возглавляемого Раджапаксой Единого Альянса народной свободы по-разному оценили данные события. Министр юстиции Рауфф Хаким и лидер Исламского конгресса Шри-Ланки призвали к «независимому и открытому расследованию», которое справедливо оценит не только действия тех, кто принимал непосредственное участие в актах насилия, но и тех, кто допустил либо поощрял религиозную нетерпимость. Министр промышленности и торговли Ришад Бадхиутин и лидер Всецейлонского исламского конгресса обвинили ББС в разжигании расовой нетерпимости и призвали правительство запретить ББС и возбудить дело против лидера ББС Гнанасары. Министр национальных языков и социальной интеграции Васудева Нанаяккара и лидер Демократического левого фронта призвали арестовать лидера ББС Гнанасаару, а также других членов организации за разжигание расовой нетерпимости, которые привели к беспорядкам. Впрочем, министр технологии, исследований и атомной энергии Чампика Ранавака, а также обвинил в случившемся мусульманских экстремистов, также он заявил, что США выращивает Талибан в Шри-Ланке. Раджапакса подверг критике министров, которые ранее подвергли критике реакцию на беспорядки со стороны правительства и полиции. 20 июня 2014 года на 26 очередной сессии Совета ООН по правам человека правительство Шри-Ланки обвинило в беспорядках мусульман.
ББС отвергла ответственность за беспорядки, заявив, что не организовывала митинг, прошедший в Алутхгаме 15 июня 2014 года.
Единая национальная партия — основная оппозиционная партия Шри-Ланки — осудила погромы и обвинила в разжигании ненависти правящую партию. Известный своей критикой Раджапаксы член Единой национальной партии Мангала Самаравира пошёл дальше, обвинив в разжигании насилия трёх высокопоставленных военных. Насилие осудили также религиозные лидеры и общественные организации.
Генсек ООН Пан Ги Мун выразил озабоченность произошедшим и заявил, что правительство должно обеспечить безопасность всех жителей Шри-Ланки. Комиссар ООН по правам человека Нави Пиллай 16 июня 2014 года сделала заявление, в котором также выразил озабоченность произошедшим а также призвал правительство принять меры, чтобы остановить насилие, предотвратить использование риторики ненависти и принять меры против организаторов. Делегация ЕС в Коломбо